# Internacionalni stil
Internacionalni ili međunarodni stil je vodeći smjer arhitekture 20. stoljeća u razdoblju 1930-1960-ih godina. Pioniri međunarodnog stila su bili Walter Gropius, Peter Behrens i Hans Hoppe u Njemačkoj, a najupečatljiviji i dosljedniji predstavnici bili su: Le Corbusier (Francuska), Mies van der Rohe (Njemačka - SAD) i Jacobus Oud (Nizozemska).
Od brojnih predstavnika u Hrvatskoj ističu se utemeljitelj opće-umjetničke skupine Zemlja – Drago Ibler i najosebujniji rani predstavnik, Stjepan Planić. Kuća Feller-Stern prvo je djelo internacionalnog stila u Zagrebu i kao autorsko djelo istaknutog pionira moderne 20. st., Petera Behrensa, zauzima značajno mjesto u topografiji međuratne europske arhitekture.
Estetika internacionalnog stila traži odbacivanje nacionalne kulturne karakteristike, a sve vrste povijesnog dekora u korist ravnih linija i čistih geometrijskih oblika, svjetlosti i glatke površine stakla i metala. Omiljeni materijal je armirani beton, a interijeri su prostrani i funkcionalni. To je arhitektura industrijskog društva, koji ne taji svoje utilitarne svrhe i sposobnost da se liši "arhitektonskih pretjerivanja" Neslužbeni moto ovog stila je svojevrsni paradoks koji je predložio Mies van der Rohe: manje je više (manje = više).
Nakon Drugog svjetskog rata, utjelovljenje ideala internacionalnog stila su postali geometrijski neboderi Mies van der Rohea, Philipa Johnsona i I. M. Peia. Arhitektura Le Corbusier je evoluirala više prema skulpturalnom pristupu arhitekturi koji naglašava grube betonske konstrukcije (tzv. "brutalizam"). Međunarodni stil je ušao i u arhitektonski konzervativne zemlje, tamo gdje su živili njegovi "pjesnici betona" - Pier Luigi Nervi u Italiji i Oscar Niemeyer u Brazilu. Svoj prilog ovoj arhitekturi dali su i individualci "organske arhitekture"  Frank Lloyd Wright i Alvar Aalto.
Kuća Luisa Barragána u gradu Meksiku (Casa Luis Barragán) iz 1948. godine je svojevrsni "umjetnički manifest", nastao kao rezultat kritike i obnove pokreta moderne arhitekture, koji postiže spoj kulturnih tradicija i umjetničkih stilova, prije svega meksičke baštine, ali i drugih pristupa. Tako je Barraganov dom postao jedno od najutjecajnijih djela moderne arhitekture, osobito u izgradnji modernih vrtova, trgova i krajolika. 
Napuštanje internacionalnog stila je prepoznato 1950-ih u djelima Eero Saarinena, a 1970. godine je njezina ograničenja i "dosadnost" osudio Robert Venturi, osnivač arhitektonske postmoderne.
- Kuća Feller-Stern, uglovna stambeno-poslovna peterokatnica na uglu Trga bana Jelačića i Jurišićeve ulice, nastala nadogradnjom četverokatnice sagrađene 1904-05. prema projektu Vjekoslava Bastla, preoblikovana[1] i modernizirana 1927-28. prema skici berlinskog arhitekta Petera Behrensa.
- Kuća Rietveld Schröder (Gerrit Rietveld, 1924., Utrecht)
- Kuća na slapovima (Frank Lloyd Wright, 1937., Pennsylvania, SAD)
- Sjedište Ujedinjenih naroda (više autora, 1950.)
- Seagram Building (Mies van der Rohe, 1957.)
- MetLife Building (Walter Gropius i Emery Roth, 1963.)

## Znameniti arhitekti
| - Alvar Aalto - Luis Barragán - Welton Becket - Geoffrey Bazeley - Roberto Burle Marx - Joseph Emberton - Eileen Gray - Walter Gropius - Mazharul Islam - Arne Jacobsen - Philip Johnson | - Louis Kahn - Richard Kauffman - Joseph Klarwein - Le Corbusier - William Lescaze - Erich Mendelsohn - Ludwig Mies van der Rohe - Richard Neutra - Oscar Niemeyer - I. M. Pei - Frits Peutz | - Ernst Plischke - Ralph Rapson - Gerrit Rietveld - Arseniusz Romanowicz - Rudolph Schindler - Arieh Sharon - Jerzy Sołtan - Raphael Soriano - Carlos Raul Villanueva - Frank Lloyd Wright - The Architects' Collaborative |

## Poveznice
- Ekspresionistička arhitektura
- High-tech arhitektura
- Organička arhitektura
- Moderna arhitektura
- Internacionalizam
- Stambena naselja berlinske moderne
- Bijeli grad Tel Aviva